# São Faustino (aldeia)
São Faustino é uma pequena localidade rural, na freguesia de Boliqueime, concelho de Loulé. São Faustino está situado numa encosta do barrocal algarvio, é caracterizado pela dispersão das casas por uma vasta área rural e por uma paisagem típica, onde proliferam amendoeiras, alfarrobeiras, figueiras e oliveiras. Esta antiga aldeia algarvia tem uma capela dedicada ao Santo com o mesmo nome. A festa anual celebra-se no Domingo de Pascoela.